# 生命の探求者
『生命の探求者』（せいめいのたんきゅうしゃ）は、解剖学者で後に京都大学学長を務めた平澤興（1900年 - 1989年）の少年向けの医学者の伝記集である。1942年（昭和17年）から3年ほどの間に雑誌『子供の科学』に連載された30編をまとめたもので、昭和20年代半ばに出版された後、1970年に新学社文庫で発行された。医学の歴史を追いながら、各時代の医学者の略歴、業績を紹介している。

## 紹介される人物（一部）
- ヴェサリウス - 16世紀のベルギーの外科医、1542年解剖書『人体の構造』を出版した。
- ウィリアム・ハーヴェー- 17世紀のイギリスの医学者、1628年『動物における心臓および血液の運動に関する解剖学的研究』を出版し、血液循環を発見する。
- 足立文太郎 - 明治32年、ドイツ留学、「日本人の動脈系統」を研究
- 田原淳 - 哺乳動物の刺激伝道系の研究
- スワムメルダム - オランダの顕微鏡観察のパイオニアの一人、微生物の観察を行う
- マルピーギ - イタリアの医学者、肺の構造、腎臓の構造などを研究。
- シュライデン -ドイツの植物学者、細胞学説の提案者の一人
- シュワン - 細胞学説の提案者の一人。
- ヨハネス・ミューラー
- 青山胤通　東京帝国大学医学科の内科医。
- 山極勝三郎、市川厚一　1915年、コールタールによって実験的に皮膚癌をつくることに成功。
- 佐々木隆興、吉田富三、1932年、オルト・アミドアゾトルオールによる実験的に肝臓癌をつくることに成功。
- 大原八郎、東北地方の地方病、野兎病の病原体、大原芳賀球菌の発見
- 藤浪鑑 - 移植できる鶏の肉腫の発見、
- 桂田富士郎、1904年、日本住血吸虫を発見。
- 近代細菌学を発展させた、ロベルト・コッホ、パスツール、北里柴三郎、志賀潔についてと野口英世について取り上げられる。
- 化学療法を発展させたエールリッヒと秦佐八郎
- レオポルト・アウエンブルッガー - オーストリアの医師、打診法を開発
- コルサビル - フランスの医師、ナポレオンの侍医。アウエンブルッゲルの研究を紹介。
- スコーダ - 打診法、聴診法の著書を発表。
- ラエンネック - 聴診器の発明。